# (97520) 2000 DA18
(97520) 2000 DA18 là một tiểu hành tinh vành đai chính. Nó được phát hiện bởi Robert H. McNaught ở Đài thiên văn Siding Spring ở Coonabarabran, New South Wales, Australia, ngày 25 tháng 2 năm 2000.